# 藤之牛島站

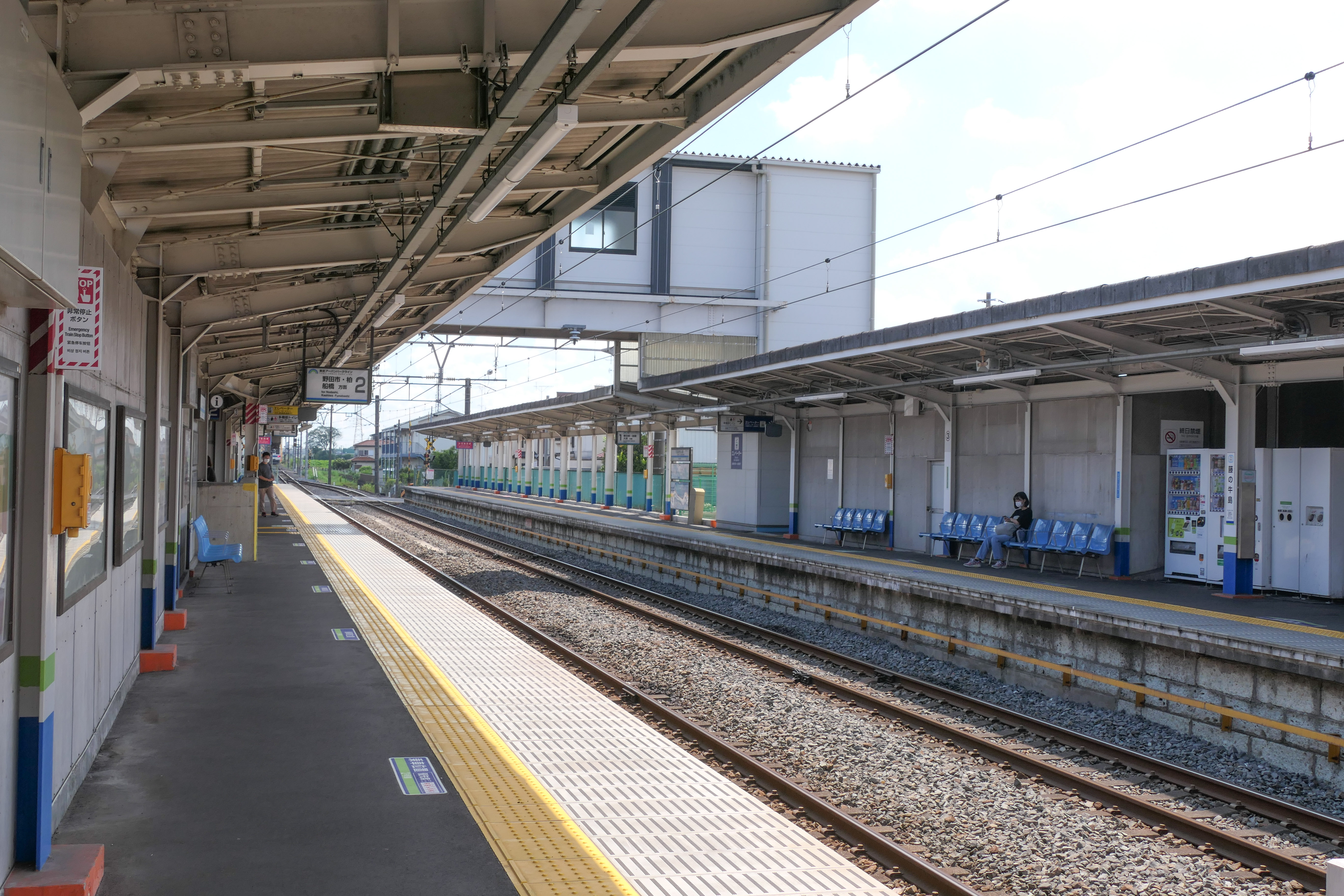
月台（2021年7月）

藤之牛島站（日语：／ Fujino-ushijima eki */?），位於日本埼玉縣春日部市牛島，是屬於東武鐵道野田線（東武都市公園線）的鐵路車站。車站編號是TD 11。

## 車站構造
對向式月台2面2線的地面車站。站舍位於大宮方向月台側，與船橋方向月台以地下道聯絡。2010年12月起伴隨升降機的啟用，在地下道船橋側設置了升降機專用的跨線橋，成為地下道與跨線橋並立的情形。

### 月台配置
| 月台 | 路線           | 方向 | 目的地                 |
| ---- | -------------- | ---- | ---------------------- |
| 1    | 東武都市公園線 | 上行 | 春日部、岩槻、大宮方向 |
| 2    | 東武都市公園線 | 下行 | 野田市、柏、船橋方向   |

## 使用情況
2016年度1日平均上下車人次為7,176人。
近年1日平均上下車人次的推移如下表｡
| 年度               | 1日平均 上下車人次 |
| ------------------ | ------------------ |
| 1997年（平成09年） | 8,217              |
| 1998年（平成10年） | 7,993              |
| 1999年（平成11年） | 7,785              |
| 2000年（平成12年） | 7,662              |
| 2001年（平成13年） | 7,595              |
| 2002年（平成14年） | 7,438              |
| 2003年（平成15年） | 7,470              |
| 2004年（平成16年） | 7,405              |
| 2005年（平成17年） | 7,375              |
| 2006年（平成18年） | 7,376              |
| 2007年（平成19年） | 7,466              |
| 2008年（平成20年） | 7,396              |
| 2009年（平成21年） | 7,161              |
| 2010年（平成22年） | 7,020              |
| 2011年（平成23年） | 6,888              |
| 2012年（平成24年） | 7,216              |
| 2013年（平成25年） | 7,315              |
| 2014年（平成26年） | 7,178              |
| 2015年（平成27年） | 7,242              |
| 2016年（平成28年） | 7,176              |

## 相鄰車站
東武鐵道
 東武都市公園線
- ■特急「都市公園Liner」停靠站

■急行、■普通
春日部（TD 10）－藤之牛島（TD 11）－南櫻井（TD 12）

## 外部連結
- 藤之牛島（車站資訊） - 東武鐵道